# Déversement d'eaux usées de la mine Gold King de 2015

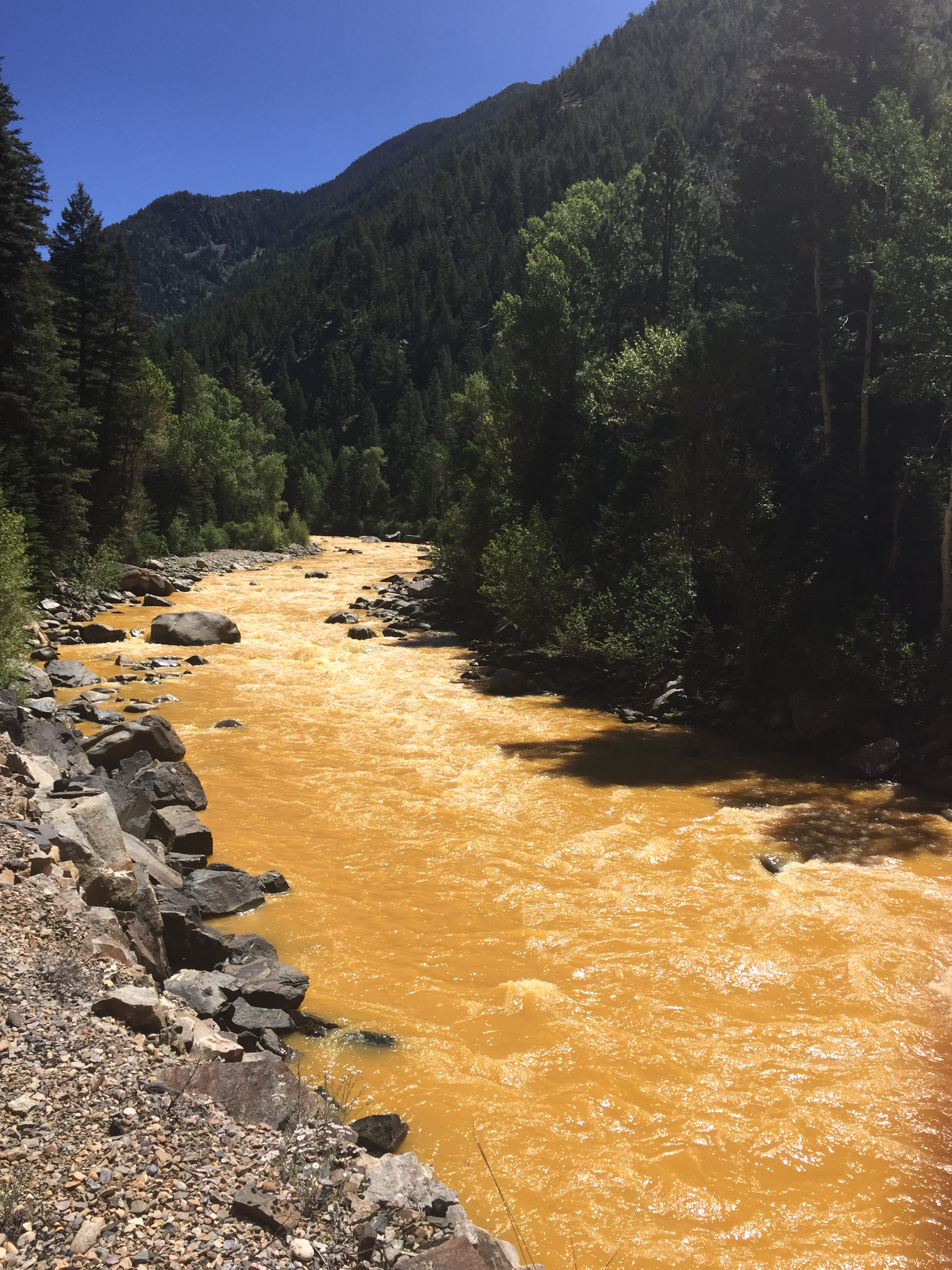
Rivière polluée par le liquide jaune orangé.

Le déversement d'eaux usées de la mine Gold King de 2015 (en anglais : 2015 Gold King Mine waste water spill) est une catastrophe industrielle qui a commencé le 5 août 2015, aux États-Unis d'Amérique, lorsqu'une société sous-traitante de l'Agence de protection de l'environnement libère 11 millions de litres de drainage minier acide dans la rivière Animas, à Cement Creek, au Colorado,.

## Chronologie
Le 5 août 2015, une société sous-traitante de l'Agence de protection de l'environnement libère 11 millions de litres de drainage minier acide dans la rivière Animas. Ces déchets provenant d'une ancienne mine d'or contiennent de l'arsenic et des métaux lourds, dont du cadmium et du plomb.
La pollution s'étend sur 160 kilomètres et touche également l'État du Nouveau-Mexique, dont la Nation navajo — la plus grande réserve indienne aux États-Unis —, atteignant le lac Powell.
Le 7 août 2015, la pollution touche Aztec puis la ville de Farmington le jour suivant. Le 10 août 2015, elle atteint la rivière San Juan et Shiprock. Les métaux lourds se déposent apparemment au fond de la rivière, car ils sont insolubles, excepté si l'eau est très acide.
Le 11 août 2015, six jours après le début de la catastrophe, les eaux toxiques continuent toujours à s'écouler à une vitesse d'environ 1,9 à 2,6 m3/min.